# Usaburo Hidaka
Usaburo Hidaka (日高 卯三郎 Hidaka Usaburō?) fue un futbolista japonés que se desempeñaba como defensa.
Hidaka fue elegido para integrar la selección nacional de Japón para los Juegos del Lejano Oriente de 1923, donde disputó 2 encuentros.

## Trayectoria

### Clubes
| Club     | País  | Año  |
| -------- | ----- | ---- |
| Osaka SC | Japón | ???? |

### Selección nacional
| Selección | País  | Año  |
| --------- | ----- | ---- |
| Absoluta  | Japón | 1923 |

## Estadística de equipo nacional
| Selección de Japón | Selección de Japón | Selección de Japón |
| Año                | Part.              | Goles              |
| ------------------ | ------------------ | ------------------ |
| 1923               | 2                  | 0                  |
| Total              | 2                  | 0                  |